# Asthena yargongaria
Asthena yargongaria là một loài bướm đêm trong họ Geometridae.